# 邱寶仁
邱寶仁（？年—？年），字彪臣，福建省福州府閩侯縣人。

## 生平
同治六年(1867年)，考入福建船政學堂，為該學堂第一屆駕駛班學生。
同治十年(1871年)夏，經大考合格，堂課畢業。旋登建威號練習艦實習，先後巡歷北洋、香港、新加坡、檳榔嶼各口岸，閱歷大增。
光緒元年(1875年)，復上揚威號練習艦赴新加坡、菲律賓、日本各海口巡歷。
光緒二年（1876年），北洋在英國訂購蚊炮船「龍驤號」、「虎威號」來華，邱寶仁管帶「虎威」，並會同來華的英國官兵將炮船駛至福建船政局，募選管輪、管炮、舵勇、水手。
光緒三年（1877年），率「虎威」隨「龍驤」赴澎湖駐防。
光緒五年(1879年)，南洋水師在英國訂購 「鎮東號」；「鎮西號」、「鎮南號」、「鎮北號」4艘蚊炮船來華，李鴻章將此4船留歸北洋，而將「虎威」等4艘舊船劃歸南洋。邱寶仁奉命調管「鎮東」號，積功擢守備。
光緒六年(1880年)夏，「鎮東」等4炮船巡遊黃海，至海洋島。「鎮南號」不慎觸礁，旋即脫險。事後，邱寶仁因「救援不力」，被「撤革摘頂，以示懲戒」。.
光緒十一年(1885年)，北洋在德國訂購的鐵甲艦「定遠號」、「鎮遠號」及巡洋艦「濟遠號」啟程回國，李鴻章派寶仁隨劉步蟾等赴德國，分駐各艦，沿途照料。
光緒十三年 (1887年)春，在英、德兩國訂購的「致遠號」、「靖遠號」、「經遠號」、「來遠號」4艘巡洋艦竣工，邱寶仁奉派赴德國管駕「來遠」艦駛回。因接船有功， 賞勁勇巴圖魯勇號，充「來遠」艦管帶。
光緒十五年(1889年)初，李鴻章為新建成的北洋海軍揀員補署要缺，奏准以邱寶仁升署右翼左營副將，仍委帶「來遠」艦。
光緒十七年(1891年)，李鴻章為辦理海軍出力人員請獎，寶仁賞換喀勒崇依巴圖魯勇號。
光緒十八年（1892年）三月，署缺三年期滿，照章改為實授。
光緒二十年(1894年)，甲午戰爭爆發。八月十八日，北洋海軍主力在黃海北部的鴨綠江口大東溝附近海域與日本聯合艦隊遭遇，展開一場海上鏖戰。邱寶仁指揮「來遠」艦官兵奮勇擊敵，重創日艦「赤城」。戰至下午3時20分以後，日本第一游擊隊「吉野」等4艦合力圍攻「來遠」、「靖遠」。2艦以寡敵眾苦戰， 均受重傷。「來遠」艦中彈200多顆，引起猛烈大火，延燒房艙數十間。尾炮被毀，僅以首炮應戰。邱寶仁下令撤離戰場，駛至大鹿島附近施救。「艙面人員悉忙於消防，因通氣管有引火之虞，亦為解除。機艙熱度增至二百度，而艙內人員猶工作不息。及火災消弭之後，機艙人員莫不焦頭爛額。」接著，寶仁又率「來遠」駛回作戰海域，繼續參加戰鬥。不久，海戰結束，寶仁又指揮全艦官兵齊心協力，將已受重傷的「來遠」艦安全駛回基地。「駛回旅順之際，中西各人見其傷勢沉重，而竟安然返旆，無不大奇之。」。
光緒二十一年(1895年)初，日軍水陸夾擊威海港內的北洋海軍。正月十二日凌晨，日本魚雷艇潛入港內偷襲，「來遠」艦中雷翻轉，迅即沉沒。艦上30餘人遇難，「管帶邱彪臣及其將弁、水手計五十餘人均遇救」。北洋海軍全軍覆沒後，邱寶仁被革職，聽候查辦。此後再未復出。